# Gwinea na Letnich Igrzyskach Olimpijskich 2024
Gwinea na Letnich Igrzyskach Olimpijskich 2024 – występ kadry sportowców reprezentujących Gwineę na igrzyskach olimpijskich, które odbyły się w Paryżu we Francji, w dniach 26 lipca – 11 sierpnia 2024.
Reprezentacja Gwinei liczyła dwadzieścioro pięcioro zawodników – pięć kobiet i dwudziestu mężczyzn, którzy wystąpili w 5 dyscyplinach.
Był to trzynasty start Gwinei na letnich igrzyskach olimpijskich.

## Reprezentanci

### Judo
| Zawodnik        | Konkurencja | 1/16                | 1/8              | Ćwierćfinał      | Półfinał         | Repasaże         | Finał / 3. miejsce | Finał / 3. miejsce | Źródła |
| Zawodnik        | Konkurencja | Przeciwnik Wynik    | Przeciwnik Wynik | Przeciwnik Wynik | Przeciwnik Wynik | Przeciwnik Wynik | Przeciwnik Wynik   | Pozycja            | Źródła |
| --------------- | ----------- | ------------------- | ---------------- | ---------------- | ---------------- | ---------------- | ------------------ | ------------------ | ------ |
| Marie Branser   | -78 kg (k)  | de Villiers W 10-00 | Wagner P 00-11   | NQ               | NQ               | NQ               | NQ                 | NQ                 | [ 1 ]  |
| Mariana Esteves | -57 kg (k)  | Escano W 10-00      | Cysique P 00-10  | NQ               | NQ               | NQ               | NQ                 | NQ                 | [ 2 ]  |

### Lekkoatletyka
| Zawodnik           | Konkurencja       | Runda 1 | Runda 1 | Runda 2 | Runda 2 | Półfinał | Półfinał | Finał | Finał   | Źródło |
| Zawodnik           | Konkurencja       | Wynik   | Miejsce | Wynik   | Miejsce | Wynik    | Miejsce  | Wynik | Miejsce | Źródło |
| ------------------ | ----------------- | ------- | ------- | ------- | ------- | -------- | -------- | ----- | ------- | ------ |
| Safiatou Acquaviva | bieg na 100 m (k) | 11,97 · | 13. q   | 12,07   | 71.     | NQ       | NQ       | NQ    | NQ      | [ 3 ]  |

### Łucznictwo
| Zawodnik        | Konkurencja       | Runda rankingowa | Runda rankingowa | 1/32             | 1/16             | 1/8              | Ćwierćfinały     | Półfinały        | Finał            | Finał   | Źródło |
| Zawodnik        | Konkurencja       | Wynik            | Miejsce          | Przeciwnik Wynik | Przeciwnik Wynik | Przeciwnik Wynik | Przeciwnik Wynik | Przeciwnik Wynik | Przeciwnik Wynik | Pozycja | Źródło |
| --------------- | ----------------- | ---------------- | ---------------- | ---------------- | ---------------- | ---------------- | ---------------- | ---------------- | ---------------- | ------- | ------ |
| Fatoumata Sylla | indywidualnie (k) | 619              | 61.              | Kaufhold P 2–6   | NQ               | NQ               | NQ               | NQ               | NQ               | NQ      | [ 4 ]  |

### Piłka nożna

#### Turniej mężczyzn
Skład
- Soumaïla Sylla(inne języki)
- Naby Oularé(inne języki)
- Bangaly Cissé(inne języki)
- Mohamed Soumah(inne języki)
- Rayane Doucouré(inne języki)
- Amadou Diawara
- Aliou Baldé(inne języki)
- Naby Keïta (kapitan)
- Henry Camara
- Ilaix Moriba
- Ousmane Camara
- Algassime Bah(inne języki)
- Madiou Keita(inne języki)
- Amadou Diallo
- Issiaga Camara(inne języki)
- Mory Keita
- Abdoulaye Touré
- Sékou Tidiany Bangoura
- Chérif Camara

Trener:  Kaba Diawara
| Konkurencja | Faza grupowa        | Faza grupowa     | Faza grupowa            | Faza grupowa | Ćwierćfinały     | Półfinały        | Finał /mecz o 3. miejsce | Pozycja | Źródło |
| Konkurencja | Przeciwnik Wynik    | Przeciwnik Wynik | Przeciwnik Wynik        | Pozycja      | Przeciwnik Wynik | Przeciwnik Wynik | Przeciwnik Wynik         | Pozycja | Źródło |
| ----------- | ------------------- | ---------------- | ----------------------- | ------------ | ---------------- | ---------------- | ------------------------ | ------- | ------ |
| mężczyźni   | Nowa Zelandia P 1:2 | Francja P 0:1    | Stany Zjednoczone P 0:3 | 4.           | NQ               | NQ               | NQ                       | NQ      | [ 5 ]  |

### Pływanie
| Zawodnik           | Konkurencja           | Eliminacje | Eliminacje | Półfinał | Półfinał | Finał | Finał | Źródło |
| Zawodnik           | Konkurencja           | Czas       | Poz.       | Czas     | Poz.     | Czas  | Poz.  | Źródło |
| ------------------ | --------------------- | ---------- | ---------- | -------- | -------- | ----- | ----- | ------ |
| Djenabou Jolie Bah | 50 m st. dowolnym (k) | 31.90      | 69.        | NQ       | NQ       | NQ    | NQ    | [ 6 ]  |
| Elhadj Diallo      | 50 m st. dowolnym (m) | 26.45      | 57.        | NQ       | NQ       | NQ    | NQ    | [ 7 ]  |